# Сухачевский, Степан Степанович
Степан Степанович Сухачевский (12 ноября 1909, Варгаши, Тобольская губерния — ноябрь 1980, Курган) — русский советский писатель и журналист.

## Биография
Степан Сухачевский родился 12 ноября 1909 года в семье рабочего-железнодорожника на станции Варгаши Сычевской волости Курганского уезда Тобольской губернии, ныне посёлок городского типа — административный центр Варгашинского муниципального округа Курганской области.
Окончил сельскохозяйственный техникум, несколько лет работал зоотехником, затем — учителем.
С 1932 года находился на газетно-журнальной работе: литературный сотрудник республиканских, краевых и областных газет (Армавирская коммуна, «Красный Крым», «Молот», «Советская Киргизия», «Красная Башкирия»), в которых публиковал очерки, рассказы, фельетоны.
В годы Великой Отечественной войны был рядовым бойцом. После демобилизации жил в Кургане, работал в газете «Красный Курган» (с 1959 года «Советское Зауралье») литературным секретарем, а позднее литературным редактором издательства.
Степан Степанович Сухачевский умер в городе Кургане в ноябре 1980 года (по другим данным в 1984 году).

## Творчество
Первый большой рассказ «Рождение Тавриды» был напечатан в альманахе «Крым» в 1932 году.
В 1955 году в Кургане издана его первая книга — повесть «Коля Мяготин» (о пионере-герое Н.А. Мяготине). Книга была неоднократно переиздана.
В 1958 году издана повесть «У Белого Яра» В ней описана обстановка, создавшейся после занятия города Кургана белогвардейцами в 1918-1919 годах. Книга была переиздана в 1959 и 1963 годах.
Автор нескольких очерков о жизни декабристов в Кургане.
В 1967 году в журнале «Уральский следопыт» напечатан рассказ «Алеша» о комсомольце Алёше Рогачеве из села Усть-Суерское.

## Сочинения
- Сухачевский, С.С. Заслуженные учителя школы РСФСР. — Курган: Красный Курган, 1947. — 42 с. — 15 000 экз.[4]
- Сухачевский, С.С. Коля Мяготин. — Курган: Красный Курган, 1955. — 224 с. — 15 000 экз.[5]
- Сухачевский, С.С. У Белого Яра (Илл. Н. Пономарев). — Курган: Красный Курган, 1958. — 183 с. — 15 000 экз.[6]
- Сухачевский, С.С. У Белого Яра (Илл. Н. Пономарев). — Изд. 2-е. — Курган: Красный Курган, 1959. — 186 с. — 15 000 экз.[7]
- Сухачевский, С.С. Коля Мяготин (Илл. К. Кащеев). — Доработ. изд. — М.: Молодая гвардия, 1960. — 125 с. — 140 000 экз.[8]
- Сухачевский, С.С. Коля Мяготин (Илл. К. Кащеев). — М.: Молодая гвардия, 1963. — 125 с. — 100 000 экз.[9]
- Сухачевский, С.С. У Белого Яра (Илл. Н.А. Пономарев). — Изд. 3-е, испр. и доп. — Курган: Советское Зауралье, 1963. — 207 с. — 20 000 экз.[10]
- Сухачевский, С.С. Коля Мяготин (Ил. К.Г. Кащеев). — Челябинск: Южно-Уральское книжное издательство, 1966. — 119 с. — 75 000 экз.[11]
- Сухачевский, С.С. Комиссар Пичугин. Страницы жизни. — Челябинск: Южно-Уральское книжное издательство, 1966. — 115 с. — 10 000 экз.[12]
- Сухачевский, С.С. Коля Мяготин (Ил. П.Г. Кащеев). — Челябинск: Южно-Уральское книжное издательство, 1972. — 111 с. — 50 000 экз.[13]
- Сухачевский, С.С. Пионер из села Колесниково. — Курган, 1972. — 15 с.[14]
- Сухачевский, С.С. Гениальный изобретатель А.С. Попов. — Челябинск: Южно-Уральское книжное издательство, 1974. — 23 с. — 5000 экз.[15]
- Сухачевский, С.С. Сережа-моячок (О пинере-герое С. Третьякове). — Челябинск: Южно-Уральское книжное издательство, 1975. — 48 с. — 50 000 экз.[16]
- Сухачевский, С.С. Коля Мяготин (Ил. М.М. Погребинского). — Новосибирск: Западно-Сибирское книжное издательство, 1976. — 100 000 экз.[17]
- Сухачевский, С.С. Коля Мяготин (Худож. В. Юдин). — М.: Малыш, 1981. — 16 с. — 150 000 экз.[18]